# Reece Oxford
Reece Joel Oxford (ur. 16 grudnia 1998 w Edmonton) – angielski piłkarz występujący na pozycji obrońcy w FC Augsburg.